# Paalstraat
De Paalstraat is een straat in het West-Bruggekwartier van Brugge.

## Beschrijving
De straatnaam is oud:
- 1297: versus Paelkin en juxta Paelkin
- begin jaren 1300: Paelstrate en Paelstraetkin.

De straat is dus, bij gebrek aan andere uitleg, genoemd naar een paal. Het kan een grenspaal geweest zijn tussen twee rechtsgebieden, hoewel er natuurlijk tamelijk veel van dergelijke palen in de stad stonden. Dus blijft de vraag waarom net die ene haar naam aan een straat gaf. Vlakbij was er een waterloopje, de Lane. Misschien was er daar een paal voor het aanmeren van schepen.
Kan mogelijks ook verwijzen naar Paallanden.
De straat werd ook soms Pael-staeckstrate genoemd. In de Franse tijd sprak men over de 'Rue de la Borne', een grenspaal of grensteken dus.
De Paalstraat loopt van de Smedenstraat naar de Lane.